# میتسورو ایشیهارا
میتسورو ایشیهارا (انگلیسی: Mitsuru Ishihara؛  – ) پویانما اهل ژاپن بود.